# Mesopolobus bruchophagi
Mesopolobus bruchophagi är en stekelart som först beskrevs av Charles Joseph Gahan 1917.  Mesopolobus bruchophagi ingår i släktet Mesopolobus och familjen puppglanssteklar. Inga underarter finns listade i Catalogue of Life.